# Lambton, Durham
Lambton var en civil parish från 1866 till 1985 då den blev en del av Bournmoor, i grevskapet Durham, i England. Civil parish var belägen 10 km från Durham och hade 480 invånare år 1971.